# Cảng vụ Halifax, Nova Scotia
Cảng vụ Halifax (Halifax Port Authority - HPA) là một đơn vị quản lý hành chính sự nghiệp trực thuộc chính phủ Canada, có trách nhiệm quản lý 260 hecta đất công vụ nằm trong khu vực cảng Halifax. HPA được thành lập vào ngày 01 Tháng Ba năm 1999 kế thừa mô hình hoạt động của Tổng công ty Cảng Halifax (HPC). Trước đó HPC là đơn vị khai thác cảng được giao nhiệm vụ từ Ủy ban Quản lý Cảng Biển, phụ trách việc điều hành tất cả cảng biển trực thuộc chính phủ trung ương tại Canada. Halifax là một trong những mười tám cảng biển đầu tiên của chính phủ tại Canada đã thực hiện việc chuyển đổi hành chính này theo yêu cầu của Luật Hàng hải Canada được thông qua ngày 11 tháng 6 năm 1998.
Với vị trí chiến lược là cửa ngõ đầu tiên khi vào và cửa khẩu cuối cùng khi ra của Bắc Mỹ, Halifax là một hải cảng rộng, không bao giờ bị đóng băng, ít bị ảnh hưởng bởi thủy triều, có bến nước sâu và khoảng cách gần nhất với châu Âu (2 ngày) và với Đông Nam Á (1 ngày) hơn bất kỳ cảng biển nào khác ở bờ đông Bắc Mỹ (nếu đi qua kênh đào Suez). Ngoài ra, Halifax còn là một trong số vài cảng biển hiếm hoi ở bờ Đông có phương tiện hiện đại và an toàn để tiếp nhận và bốc dỡ hàng hóa cho tàu container loại Post-Panamax(có sức chở trên 7,000 TEU).
HPA đã đầu tư hơn 100 triệu dollar trong vòng ba năm trong một kế hoạch vay vốn dài hạn để có thêm diện tích mặt bằng và tập trung nâng cấp hiệu quả cơ sở hạ tầng và hậu cần hiện đại để đảm bảo cảng Halifax có thể cạnh tranh đáp ứng nhu cầu vận tải hàng hóa và du lịch trong khu vực.
Với 19 hãng tàu vận tải hàng đầu thế giới đang có tuyến hàng hải đến Halifax, bao gồm các dịch vụ như chuyển tải và tàu chợ trên các tuyến vận chuyển nhanh được kết nối trực tiếp vào mạng đường sắt quốc gia Canada, Cảng Halifax đã hỗ trợ việc giao nhận hàng hóa các loại đến mọi thị trường ở Bắc Mỹ và trên 150 quốc gia trên thế giới. Mỗi năm cảng Halifax tiếp nhận khoảng 1.500 tàu biển, tạo việc làm cho 11.190 lao động và có doanh thu khoảng 1,5 tỉ dollar.
Bên cạnh yếu tố là một trong những cảng biển tự nhiên lớn nhất thế giới thuận tiện bốc dỡ hàng container, hàng rời, hàng xá, hàng tự hành, và hàng dự án; cảng Halifax còn là một điểm đến ưa chuộng ngày càng phổ biến cho tàu du lịch từ khắp nơi trên thế giới. Năm 2013 có khoảng 252,000 du khách trên 134 du thuyền đã cập cảng Halifax. Theo thống kê,chỉ riêng khách du lịch không thôi đã chi tiêu khoảng 50 triệu dollar vào nguồn thu ngân sách thành phố Halifax mỗi năm.